# 블루픽
주식회사 블루픽은 대한민국의 출판사이다.
 서점용 만화 단행본 전문 출판사로 시작한 도서출판 길찾기는 2008년 법인 전환하여 ㈜이미지프레임(IMAGEFRAME, INC)이 되었다. 초기에는 사회파 만화, 무게 있는 순정만화, 고전만화 복간등을 하였고, 밀리터리 단행본, 웹툰 단행본, 만화 잡지 《싱크(SYNC)》와 일반서까지 출간하고 있다. 밀리터리 관련 서적은 '밀리터리프레임' 브랜드로 출간한다. 라이트노벨 쪽에도 진출 예정이다.
재차 사명을 변경하여, 일반서는 도서출판 길찾기로, 만화등은 블루픽 브랜드로 출판한다.

## 같이 보기
| 발행잡지 - 싱크 | 브랜드 - 밀리터리프레임 |

## 대표작

### 만화
(작품명 오름차순)
| - Cat shit One(캣 쉿 원) - 갓 오브 하이스쿨 - 구름 저편에 - 굿모닝 예루살렘 - 기타맨 - 공룡 둘리에 대한 슬픈 오마주 - 나이트런 | - 도깨비신부 - 로보트 킹 - 바람의 파이터 - 북해의 별 - 마차마 대작전 - 하야미 라센진의 육해공대작전 - 바람이 머무는 난 - 삼국전투기 | - 수리부엉이 - 신의 탑 - 십자군 이야기 - 우리 마을 이야기 - 이런 영웅은 싫어 - 제멋대로 함선 디오티마 - 청설모의 Car toon | - 테르미도르 - 쿠베라 - 흑기사 이야기 |

### 소설
(작품명 오름차순)
| - 강철의 누이들 - 바다가 들린다 |

### 일반서
(작품명 오름차순)
| - 모에 전차학교 - 독일육군전사 - 세계의 전함 - 전차 메카니즘 도감 - 전투기 메카니즘 도감 - 진흙속의 호랑이 |